# 藤澤サトシ
藤澤 サトシ（ふじさわ さとし、1990年12月14日- ）は、日本の舞台俳優。劇団「藤一色」所属。

## 人物
- シャチが好き。趣味はピアノを弾くこと。[1]

## 出演

### 舞台[2]
2015年
- 劇団藤一色第一色公演『御伽座流星群』
- 劇団藤一色第二色公演『メタリック・ブルー』

2016年
- 劇団藤一色第三色公演『御伽座三日月流星群』
- 劇団藤一色第四色公演『夢の外で 今の中で』
- 劇団藤一色第五色公演『御伽座極月流星群』

2017年
- 劇団藤一色脚色公演 赤『シン・デレラ』

2018年
- しもっかれ！bar公演企画vol.5 しもっかれ！『浮気男とオタク男』[3]
- 体感LIVE ATTRACTIONアビバボ第1回公演『20時間後のクーデター』[4]
- 劇団藤一色第六色公演『三角形の世界の中の』
- 劇団藤一色第七色公演『存る日(あるひ)』
- 劇団藤一色脚色公演 白『いかにも、秋の脱臼祭り』
- 劇団藤一色第八色公演『私のそばには芝が居る』

2019年
- 劇団藤一色染色公演 -恋愛事変- 『ここだけの話』

2020年
- 劇団藤一色 脚色公演紫「シン・デレラ」「デレラ～クイーン・オブ・モンスターズ～」